# Шаха (река)
Ша́ха — река в Александровском и Юрьев-Польском районах Владимирской области и Переславском районе Ярославской области. Длина реки — 65 км. Площадь водосборного бассейна — 429 км². Устье реки находится в 207 км по правому берегу реки Нерль.
По берегам реки месторождения огнеупорной и гончарной глины.
На берегу реки село Горки Переславские. Это единственное место в Ярославской области, где бывал Ленин. Находясь там, он любил наслаждаться видом Шахи.

## Притоки
Притоки по порядку от устья:
- Вишна (лв)
- 22 км: река Рокша (лв)
- 34 км: река Кисть (пр)
- Орликовка (лв)
- Савельевский (пр)
- Кулебякинский (пр)
- Люпша (пр)
- Бабуха (лв)
- Воробейка (лв)
- Луневка (лв)
- Водохлещ (лв)
- Зыков (лв)

## Данные водного реестра
По данным государственного водного реестра России относится к Окскому бассейновому округу, водохозяйственный участок реки — Нерль от истока и до устья, речной подбассейн реки — бассейны притоков Оки от Мокши до впадения в Волгу. Речной бассейн реки — Ока.
Код объекта в государственном водном реестре — 09010300812110000032302.